# Gran turismo (auto)

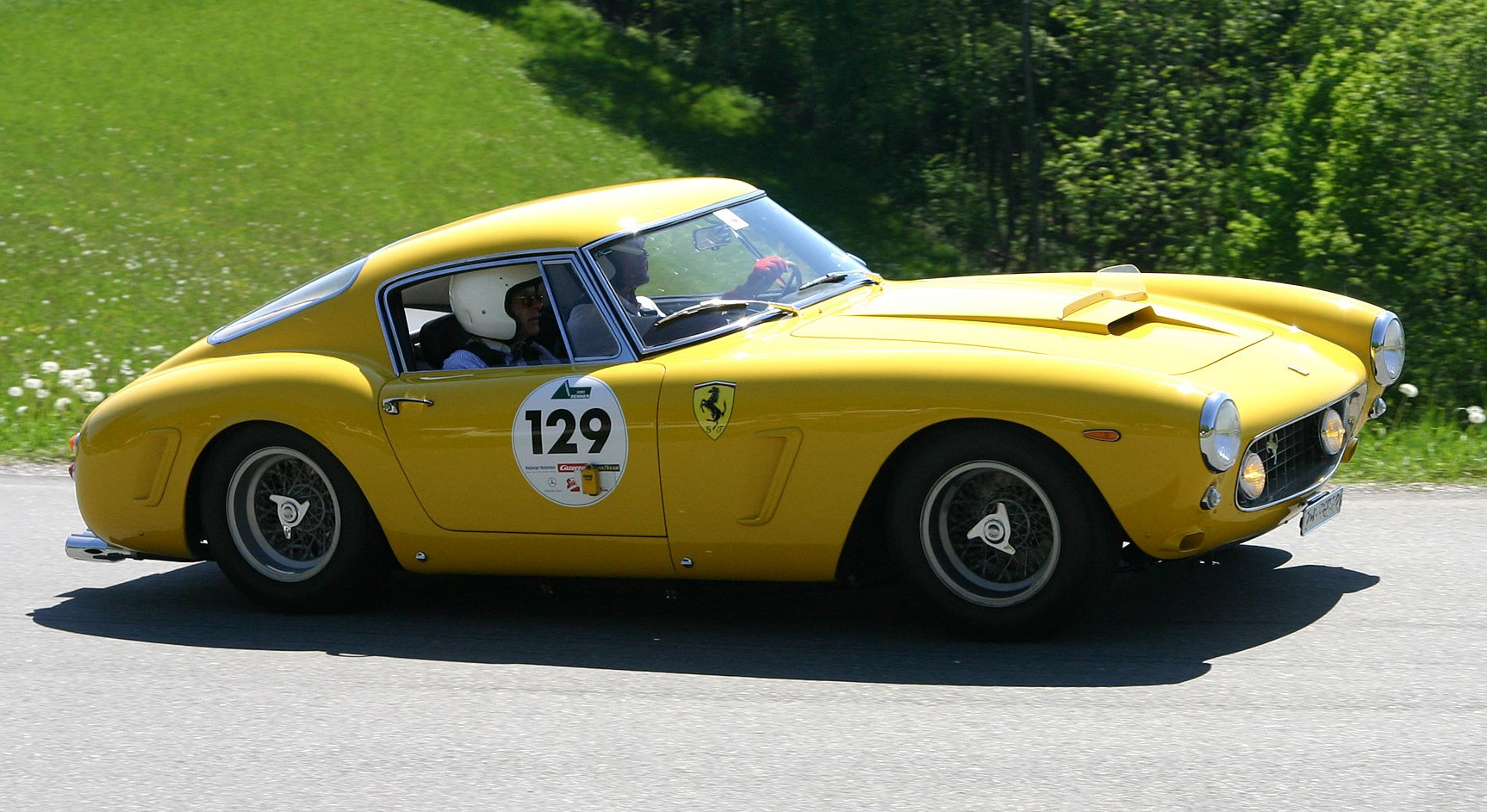
Ferrari 250 GT Berlinetta SWB

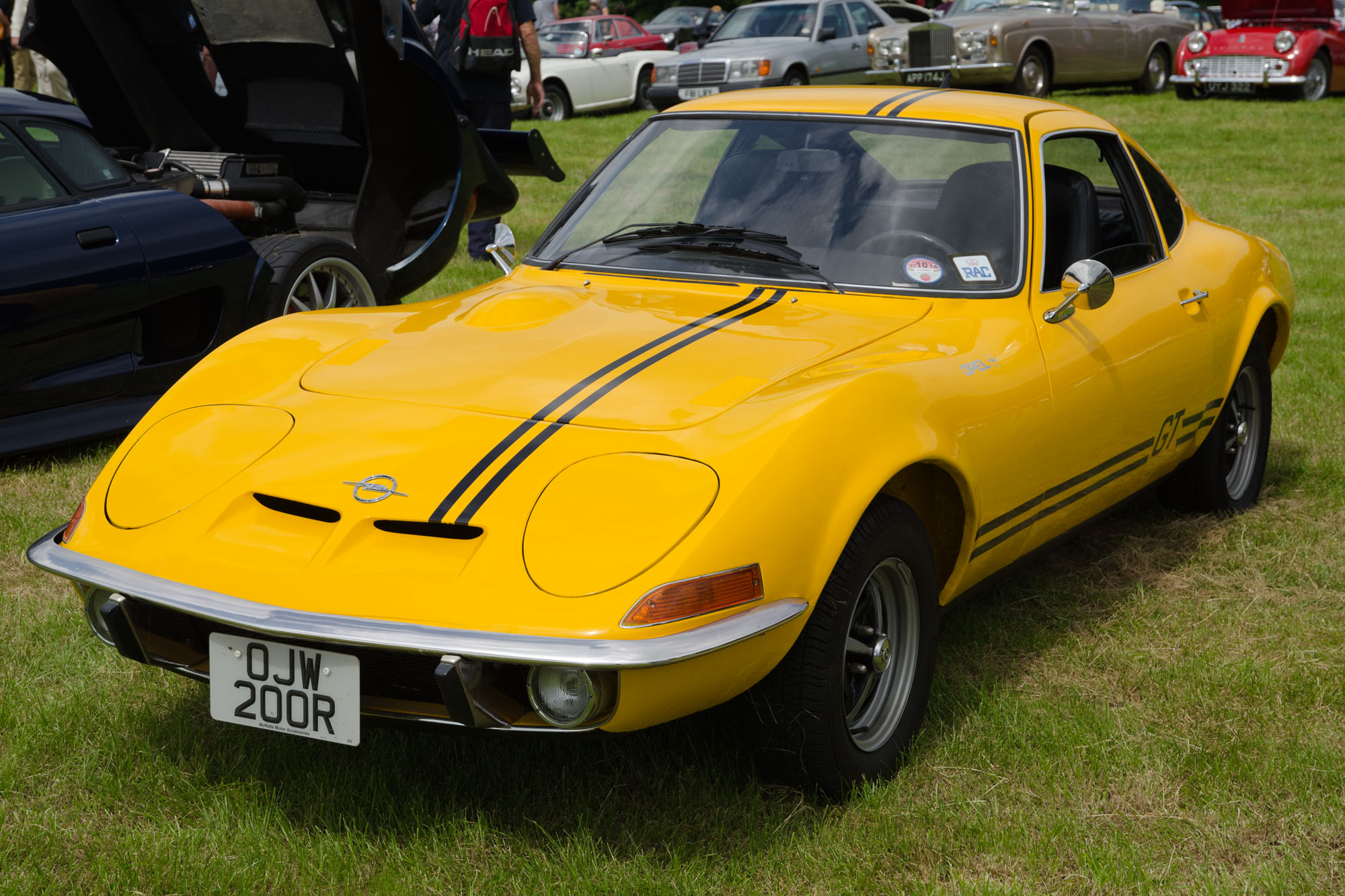
Opel GT

Gran turismo – meestal afgekort tot GT – is een type auto. Vanaf de beginjaren was een GT een wagen die gemaakt is om grote afstanden op hoge snelheid af te kunnen leggen. Het is een sportieve wagen, maar die in tegenstelling tot een echte sportwagen niet volledig gericht is op prestaties. Naast snelheid is  comfort belangrijk. Voor de wielophanging houdt dit in dat de vering en demping 'zacht' genoeg is om voor passagiers comfortabel te zijn en 'hard' genoeg om op hoge snelheid stabiel op de weg te liggen. Om aan het comfort bij te dragen hebben GT's een rijke standaarduitrusting: eerder dan gemiddeld hadden deze auto's al zaken als stuurbekrachtiging, elektrische ramen en airconditioning. Specifiek in de autosport wordt de term GT gebruikt voor racewagens die gebaseerd zijn op modellen die gehomologeerd zijn voor de openbare weg.

## Oorsprong
De term gran turismo komt uit het Italiaans, maar wordt algemeen gebruikt. In het Frans gebruikt men grand tourisme, in het Engels grand touring of grand tourer.

## GT-wagens
- AC Aceca/Frua
- Alfa Romeo GT
- Alfa Romeo GTV
- Alfa Romeo Alfetta
- Alfa Romeo Brera
- Alfa Romeo Montreal
- Alpine A610
- Aston Martin DB5
- Aston Martin DB6
- Aston Martin DB7
- Aston Martin DB9
- Aston Martin DB11
- Aston Martin Vanquish
- Audi 100 coupé
- Bentley Continental R
- Bentley Continental GT
- Bentley R-Type coupé
- Bitter CD
- BMW 327
- BMW 503 coupé
- BMW 6-serie coupé
- BMW 8-serie coupé
- Bugatti Chiron
- Citroën SM
- David Brown Speedback
- Dino 206GT/246GT
- Lamborghini Espada
- Lotus Esprit
- Lotus Evora
- Lotus Excel
- Ferrari 250
- Ferrari 365 GT
- Ferrari 400(i)/412
- Ferrari 456
- Ferrari 612 Scaglietti
- Ferrari FF
- Ferrari GTC4Lusso
- Fiat 8V
- Ford GT
- Ford Probe
- Jaguar E-type
- Jaguar XJS
- Jaguar XK8
- Maserati GranTurismo
- Maserati Sebring
- Mercedes-Benz 190SL
- Mercedes-Benz CL
- Mercedes-AMG GT
- MG MGB GT
- Nissan 240Z
- Nissan 300ZX
- Opel GT
- Polestar 1
- Pontiac Fiero
- Porsche 928
- Subaru SVX
- Toyota 2000GT
- Triumph GT6
- TVR Cerbera
- Volvo P1800

## Homologatie wagens
- Audi Quattro
- BMW M1
- Lancia Stratos
- Ford GT40
- Ford RS200
- Mercedes-Benz 300SL

## Inflatie van de term
De term wordt op verschillende manieren gebruikt. Zo was er van bijvoorbeeld de Volkswagen Golf een GT-versie, die iets minder snel is dan de GTI. Peugeot had ook GT-versies, maar die hadden vrijwel niets met sportiviteit van doen. Zo was er de 205 GT en 305 GT: Peugeot gebruikte een X als eerste letter in het typenummer voor een model met twee portieren en een G voor eentje met een vier portieren, de tweede letter stond voor het uitrustingsniveau (E, L, R of T) waardoor GT niets anders betekende dan een vierdeurs in de luxe-uitvoering. In dit geval verwijst de term niet naar de term "grand tour"; de GT is hier dus ook geen afkorting meer, maar een codering van twee letters met een eigen betekenis binnen de naamgeving van dit merk. Renault gebruikte een tijd lang op sommige markten (waaronder de Nederlandse) de uitdrukking grand tour om de stationcarmodellen van de Renault Mégane en Renault Laguna aan te duiden, wat afgekort werd tot GT;  Deze modellen zijn later hernoemd in Estate. Hier verwijst de term naar een auto die groot is ("grand") en voor comfortabele/lange reizen geschikt ("tour"), maar niet meer naar een sportauto of sportieve auto zoals oorspronkelijk het geval was. 
In deze gevallen is sprake van een convergent gebruik van terminologie: in alle gevallen komt een automaker met of zonder duidelijke reden uit op de term "grand tour" of de afkorting "GT", terwijl deze gevallen onderling geen gemeenschappelijke oorsprong meer hebben, maar ieder hun eigen betekenis kennen. Toch wordt de term nog op klassieke wijze gebruikt, namelijk om een comfortabele, sportieve auto aan te duiden zoals de Opel Astra GTC en de Alfa Romeo GTV.